# Geliebte Schwestern
Geliebte Schwestern è una soap opera tedesca prodotta dal 1997 al 1998 da Columbia TriStar e trasmessa dall'emittente Sat.1. Protagoniste sono Florentine Lahme, Mareike Fell, Annette Schreiber e Xenia Seeberg.
La fiction  si compone di 250 puntate. La prima puntata fu trasmessa in prima visione il 2 giugno 1997; l'ultima il 13 giugno 1998.

## Trama
Protagoniste delle vicende sono Karen Stember, Michaela "Micki" Fell, Ronnie Fritz, Angie Wilhelm, quattro studentesse che stanno facendo pratica in un ospedale di Berlino.
Il loro capo è il Professor Georg Steinfeld, un uomo con problemi familiari. dovuti alla sua infedeltà.
Al termine della giornata lavorativa, le quattro ragazze si ritrovano assieme ai loro amici al bar "TreMono", gestito da Paul "Paolo" Vicario.